# Trương Đễ
Trương Đễ (chữ Hán: 张悌, ? – 280), tên tự là Cự Tiên, người huyện Tương Dương , là thừa tướng cuối cùng của nhà Đông Ngô thời Tam Quốc trong lịch sử Trung Quốc.

## Cuộc đời
Đễ sớm có danh vọng, không rõ xuất thân cũng như hoạt động thiếu thời của ông. Thời Ngô Cảnh đế Tôn Hưu, ông được làm Đồn kỵ hiệu úy. Khi nhà Tào Ngụy tấn công Thục Hán (263), người Đông Ngô đều cho rằng quân Ngụy sẽ thất bại, ngay cả thắng lợi thì nước Ngụy cũng sẽ kiệt quệ, họ Tư Mã nhất định sẽ bị lật đổ; Trương Đễ phản bác, nhận xét tình hình nước Ngụy hiện tại hùng mạnh hơn trước rất nhiều, còn Thục Hán thì quá suy yếu, quân Ngụy thắng hay bại cũng không ảnh hưởng đến chính quyền của họ Tư Mã. Mọi người chê cười Đễ, nhưng quân Ngụy quả nhiên đánh bại Thục Hán rất thuận lợi.
Năm 279 thời Ngô Mạt đế Tôn Hạo, Đễ đang ở chức Quân sư được thăng làm thừa tướng, phong Sơn Đô hầu  .
Năm 280, quân nhà Tấn tiến đánh Đông Ngô, Mạt đế sai Đễ chỉ huy Thẩm Oánh, Gia Cát Tịnh cùng 3 vạn quân kháng cự. Đễ đến Ngưu Chử, Oánh kiến nghị đợi thủy quân Tấn từ Thục đến để quyết chiến, nhưng ông sợ người Ngô thấy kẻ địch mấy mặt kéo đến thì lòng quân sẽ sợ hãi mà rời rã, không đánh tự tan , nên tiếp tục vượt Trường Giang, đón đánh tướng Tấn là Vương Hồn, Chu Tuấn ở Bản Kiều  . Quân Ngô đại bại, Gia Cát Tịnh mấy lần khuyên Đễ cùng chạy, ông nhất định không nghe, nên bị quân Tấn giết chết .

## Khảo chứng
1. ^  Tập Tạc Xỉ – Tương Dương kỳ cựu ký: Trương Đễ, tự Cự Tiên, người Tương Dương, thiếu thời có danh lý. Thời Tôn Hưu, làm Đồn kỵ hiệu úy. Thời Tôn Hạo, làm thừa tướng, phong Sơn Đô hầu.
2. ^  Tập Tạc Xỉ, tlđd: Ngụy phạt Thục, người Ngô hỏi Đễ rằng: “Tư Mã thị đắc chánh về sau, đại nạn luôn xảy ra, trí lực dù lớn, mà bách tính chưa phục vậy. Nay dốc kiệt tư lực, viễn chinh Ba Thục, binh mỏi dân mệt mà không biết nghỉ ngơi, thất bại chẳng còn xa, sao có thể vượt sông? Xưa Phù Sai phạt Tề, chẳng phải không thắng lợi, nên mới nguy vong, (bởi) không lo căn bản vậy, huống hồ là kẻ kia đi tranh đất!” Đễ nói: “Không phải! Tào Tháo dẫu công trùm Trung Hạ, uy chấn tứ hải, (nhưng) ưa chuộng quyền thuật, chinh phạt không thôi, dân sợ oai mà không nhớ đức vậy. Phi, Duệ nối ngôi, còn tàn ngược hơn, trong xây cung thất, ngoài sợ hùng hào, đông tây rong ruổi, không năm nào yên; họ gây mất lòng dân, đã lâu ngày rồi. Cha con Tư Mã Ý từ khi nắm quyền, nhiều lần lập công, dẹp bỏ hà khắc mà ban bố ân huệ, vì họ mưu đồ làm chúa mà cứu chữa căn bệnh ấy, lòng dân theo về, cũng đã lâu rồi. Bởi thế Hoài Nam tam bạn, mà phúc tâm không rối; cái chết của Tào Mao, tứ phương chẳng động; diệt kẻ địch mạnh như bẻ cành khô, quét kẻ khác phe như lật bàn tay; nhiệm dùng hiền năng, khiến họ dốc lòng; không phải là người gồm cả trí dũng, thì ai có thể làm được? Họ diệu võ dương uy rồi, căn bản vững chắc rồi, lòng người quy phục rồi, gian kế xác lập rồi. Nay nước Thục thì kẻ yêm hoạn chuyên quyền, nước không có chánh lệnh, mà còn ham gây chinh chiến, dân mỏi lính nhọc, ganh đua ở ngoài, không lo phòng bị. Bọn họ mạnh yếu bất đồng, người có mưu lược đều biết, nhân nguy mà phạt, gần như thắng lợi rồi! Nếu họ không thắng, chẳng qua vô công, rốt cục không có cái lo lùi về phương bắc, nỗi sợ toàn quân bị diệt, làm sao không thể như vậy? Xưa kiếm Sở sắc bén nên Tần Chiêu vương sợ [2], Mạnh Minh được dùng nên người Tấn lo; sự đắc chí của họ nên xem là đại hoạn của ta vậy!” Người Ngô chê cười lời ấy, nhưng Thục quả nhiên hàng Ngụy.
3. ^  Trần Thọ trước, Bùi Tùng Chi chú – Tam quốc chí quyển 48, Ngô thư 3 – Tôn Hạo truyện: Tháng 8 (năm Thiên Kỷ thứ 3), lấy quân sư Trương Đễ làm thừa tướng.
4. ^  Tập Tạc Xỉ, tlđd: Tấn đến phạt Ngô, Hạo sai Đễ đốc Thẩm Oánh, Gia Cát Tịnh soái 3 vạn quân, vượt sông chống lại. Đến Ngưu Chử, Oánh nói: “Tấn luyện thủy quân ở Thục lâu rồi, nay dốc quân cả nước, hàng dặm cùng ra sức, hẳn là quân Ích Châu cũng từ thuận dòng tiến xuống. Chư quân của ta ở thượng lưu, không có giới bị, danh tướng đều đã chết, đương nhiệm là người non trẻ, các thành ở ven sông, đều không thể kháng cự. Thủy quân của Tấn ắt đến được nơi này! Nên dồn toàn lực, đợi một trận quyết chiến, nếu giành thắng lợi, thì Giang Tây tự yên, Thượng Phương dù bị hủy hoại, vẫn có thể lấy lại. Nay vượt sông chiến đấu, thắng không thể đảm bảo, nếu chẳng may thất bại, thì đại sự xong rồi!” Đễ nói: “Nước Ngô sắp mất, hiền ngu đều biết, chẳng phải đợi đến hôm nay. Tôi sợ quân Thục đến đây, lòng người đều sợ hãi, không thể chỉnh đốn lại; bây giờ nên vượt sông, còn có thể quyết chiến mà ra sức. Nếu trận ấy thất bại, thì cùng chết với xã tắc, không có gì để hận. Nếu trận ấy thắng lợi, thì kẻ địch phương bắc bỏ chạy, binh thế của ta tăng vạn lần, nhân đó thừa thắng nam tiến lên thượng lưu; ngược dòng mà đi, không lo không phá được. Nếu theo kế của anh, sợ binh sĩ bỏ đi hết, chúng ta chỉ còn ngồi đợi địch đến, vua tôi đều hàng, không ai chết vì nạn nước, chẳng nhục nhã ru!”
5. ^  Tập Tạc Xỉ, tlđd: Bèn vượt sông chiến đấu, quân Ngô đại bại. Gia Cát Tịnh cùng 5, 600 người lui chạy, sai họ đi đón Đễ, Đễ không chịu đi, Tịnh tự đến lôi kéo ông, nói rằng: “Cự Tiên, thiên hạ tồn vong có số cả, há một mình anh biết mà thôi, sao cứ phải chọn lấy cái chết làm gì?” Đễ rơi nước mắt nói: “Trọng Tư, hôm nay là ngày chết của ta đấy. Vả ta lúc còn là trẻ con, từng được thừa tướng nhà anh nâng đỡ [3], thường sợ bất đắc kỳ tử, phụ tình tri ngộ của bậc danh hiền. Nay đem thân tuẫn xã tắc, sao lại trốn tránh? Đừng giằng co như vậy nữa!” Tịnh gạt nước mắt rời đi, được hơn trăm bước, đã thấy (Đễ bị) quân Tấn giết chết.
6. ^  Tấn thư quyển 3, Đế kỷ 3 – Vũ đế kỷ: Vương Hồn, Chu Tuấn cùng Ngô thừa tướng chiến ở Bản Kiều, đại phá được, chém Đễ cập tướng địch Tôn Chấn, Thẩm Oánh, truyền đầu về Lạc Dương.